# Sacha Bronwasser
Sacha Bronwasser (Rijswijk, 24 december 1968) is een Nederlandse kunsthistorica, journaliste en romanschrijfster.

## Jeugd en opleiding
Bronwasser werd geboren in Rijswijk. Ze groeide op in Groningen, ging naar de middelbare school in Valkenswaard en studeerde tussen 1987 en 1989 aan Academie Sint Joost in Breda. In 1989 studeerde ze een jaar aan de Sorbonne in Parijs. Tussen 1990 en 1996 studeerde Bronwasser kunstgeschiedenis aan de Universiteit van Amsterdam.

## Werk
Bronwasser werkte bijna twintig jaar als journaliste voor de Volkskrant, waar ze vooral schreef over beeldende kunst. Daarnaast was Bronwasser verbonden aan het Sandberg Instituut in Amsterdam en schreef ze bijdragen voor diverse tentoonstellingscatalogi van Nederlandse musea, zoals Museum Het Valkhof in Nijmegen, Museum In 't Houten Huis in De Rijp en het Stedelijk Museum Schiedam. Ze werkte als curator en presentator. In 2019 debuteerde ze als romanschrijfster met Niets is gelogen. Haar tweede roman, Luister, werd een publiekssucces en stond op de shortlist van de Libris Literatuur Prijs 2024.